# Hydrichthella epigorgia
Hydrichthella epigorgia är en nässeldjursart som beskrevs av Eberhard Stechow 1906. Hydrichthella epigorgia ingår i släktet Hydrichthella och familjen Ptilocodiidae. Inga underarter finns listade i Catalogue of Life.